# Primo Capraro

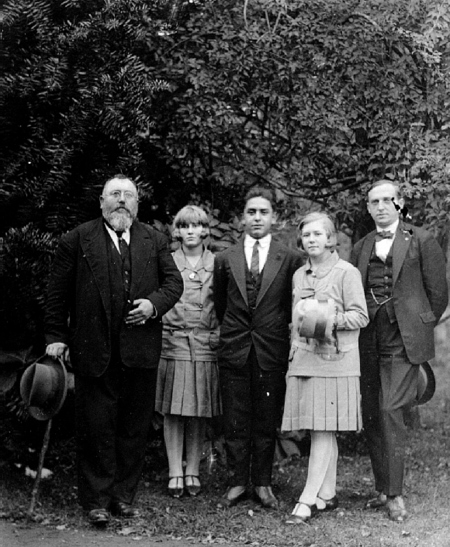
Primo Capraro en 1930, a la izquierda, junto a sus hijos y un amigo.

Primo Modesto Capraro (Belluno, Italia, 1873 - San Carlos de Bariloche, Argentina, 1932) fue un empresario constructor Italiano radicado en el sur argentino, pionero en el comercio, la industria y el turismo de la región de San Carlos de Bariloche.

## Biografía
Estudió en la escuela industrial de su ciudad natal y prestó servicio militar como pontonero, dedicándose desde entonces a la carpintería y la construcción. Prometió casamiento a su novia Matilde para después de un viaje a América Latina, donde intentaría enriquecerse rápidamente; tras fracasar en su intento en México, Santiago de Chile y la ciudad de Mendoza –donde trabajó para una empresa ferroviaria– viajó hacia la región de Bariloche a buscar oro.
Llegó a la zona del lago Nahuel Huapi, en abril de 1903, y se instaló en el lago Correntoso. Allí se dedicó a la carpintería y a la construcción en madera, y fue el constructor de la mayor parte de las primeras viviendas de San Carlos de Bariloche. Cuando logró reunir capital suficiente, fundó la Compañía Comercial y Ganadera Chile Argentina y creó una flota de pequeñas embarcaciones para cruzar el lago.
De aspecto imponente, era alto, rubio, pesaba casi 130 kg, e impresionaba a los escasos viajeros que visitaban la aislada región por su iniciativa y su decisión, ya que no desdeñaba apelar a la fuerza para defenderse de los abusos de la empresa inglesa que tenía la mayor parte de las tierras de la zona.
Entre sus empleados tenía a un joven alemán, Otto Meiling, que comenzó la fabricación de esquíes e inició la práctica de ese deporte en Bariloche.
Fue el fundador de la Pensión Doña Rosa, que con el tiempo se convertiría en el Hotel Correntoso, base para el desarrollo turístico de Villa La Angostura, localidad que también debe sus inicios a Capraro. En la década de 1920, casi toda la actividad económica y política de Bariloche pasaba por Capraro, que era cónsul de Italia en la región, miembro de la Municipalidad, representante de varios bancos y empresas de seguros, además de YPF.
La crisis de 1930 lo dejó al borde de la ruina, y las elecciones de ese año lo privaron del control absoluto de la política local que había ejercido hasta entonces. Aun así, tuvo tiempo de asociarse con otros empresarios locales para abrir la oficina rediotelegráfica de Villa la Angostura el 15 de mayo de 1932, fecha en que se considera fundada la actual ciudad.
Se suicidó el 4 de octubre de 1932.
Una plaza en Villa La Angostura, una avenida y un pequeño monumento en la ciudad de Bariloche, y el colegio privado más antiguo de Bariloche honran con su nombre la memoria de este pionero.